# ItAli Airlines
ItAli Airlines S.p.A. era uma companhia aérea com sede em Roma. Operava serviços regionais regulares, fretados e de carga, bem como voos de táxi aéreo. Sua base principal era o Aeroporto Internacional Leonardo da Vinci-Fiumicino, em Roma.

## História

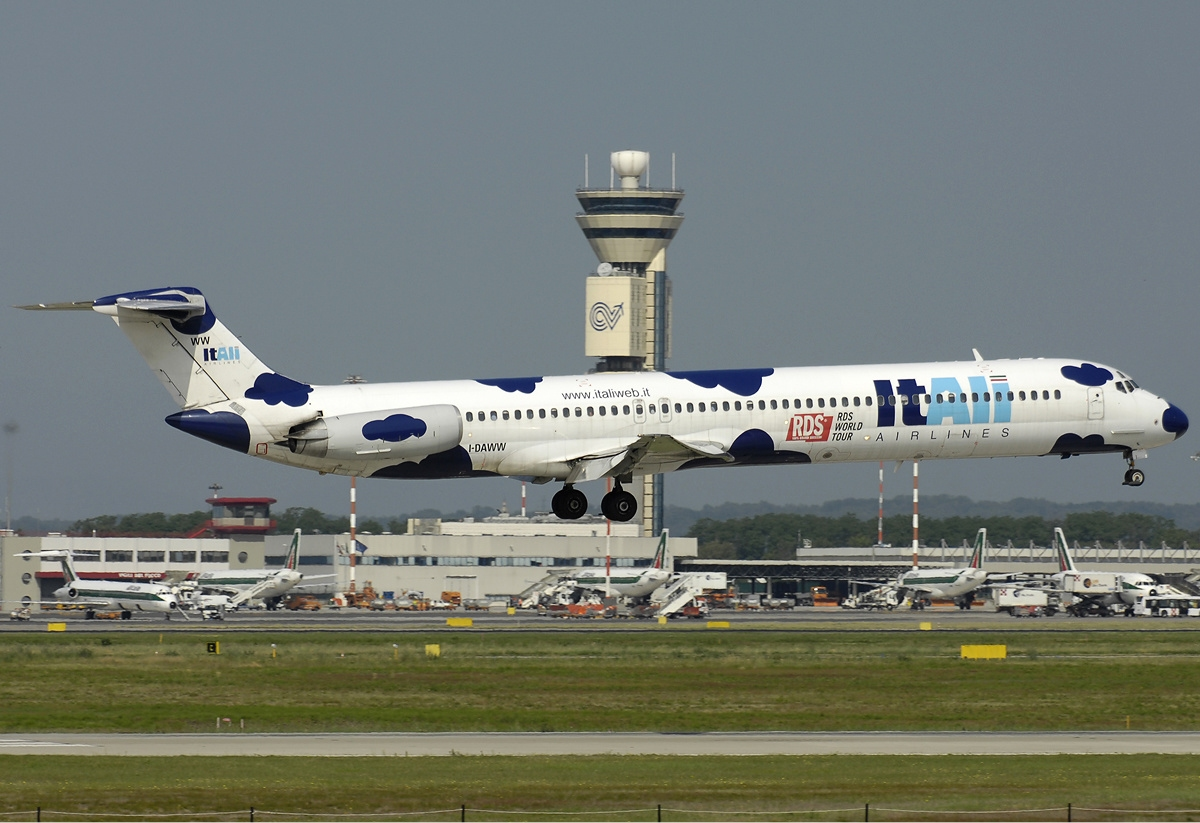
Um McDonnell Douglas MD-82 da ItAli Airlines pousando no Aeroporto de Milão Malpensa, Itália em 2007

A companhia aérea iniciou suas operações em outubro de 2003 e era de propriedade integral de Giuseppe Spadaccini. A ItAli Airlines conectou o aeroporto de Pescara com os principais aeroportos italianos para voos nacionais e internacionais e alguns destinos internacionais, particularmente o serviço diário para o Aeroporto de Milão Linate ainda é operado com Fairchild Swearingen Metroliner.
A atividade de linha, operada com Dornier 328Jet, diminuiu em favor de voos charter/ACMI, operados com McDonnell Douglas MD-82, principalmente a partir de bases no Aeroporto Leonardo da Vinci-Fiumicino e no Aeroporto de Milão Malpensa.
No início do verão de 2009 foi criado o setor de Táxis Aéreos da empresa no Aeroporto Ciampino de Roma com base secundária no Aeroporto de Milão-Linate, a fim de aumentar a operação da frota Cessna. Os voos foram vendidos sob a marca de MustFly, uma subsidiária da ItAli Airlines. Aeronaves MustFly operadas como aviação geral sob o Certificado de Operador Aéreo da ItAli Airlines, incluindo dois Dornier 328Jet especialmente reconfigurados para 19 assentos.
Em 21 de outubro de 2010, o Sr. Giuseppe Spadaccini, proprietário da ItAli Airlines, e outras 12 pessoas foram presos pela Guardia di Finanza de Pescara sob suspeita de evasão fiscal internacional (cerca de 90 milhões de euros globalmente).
Em 11 de março de 2011, a Autoridade de Aviação Italiana (ENAC) suspendeu o certificado do operador aéreo devido à persistência de alguns problemas críticos da transportadora.

## Frota

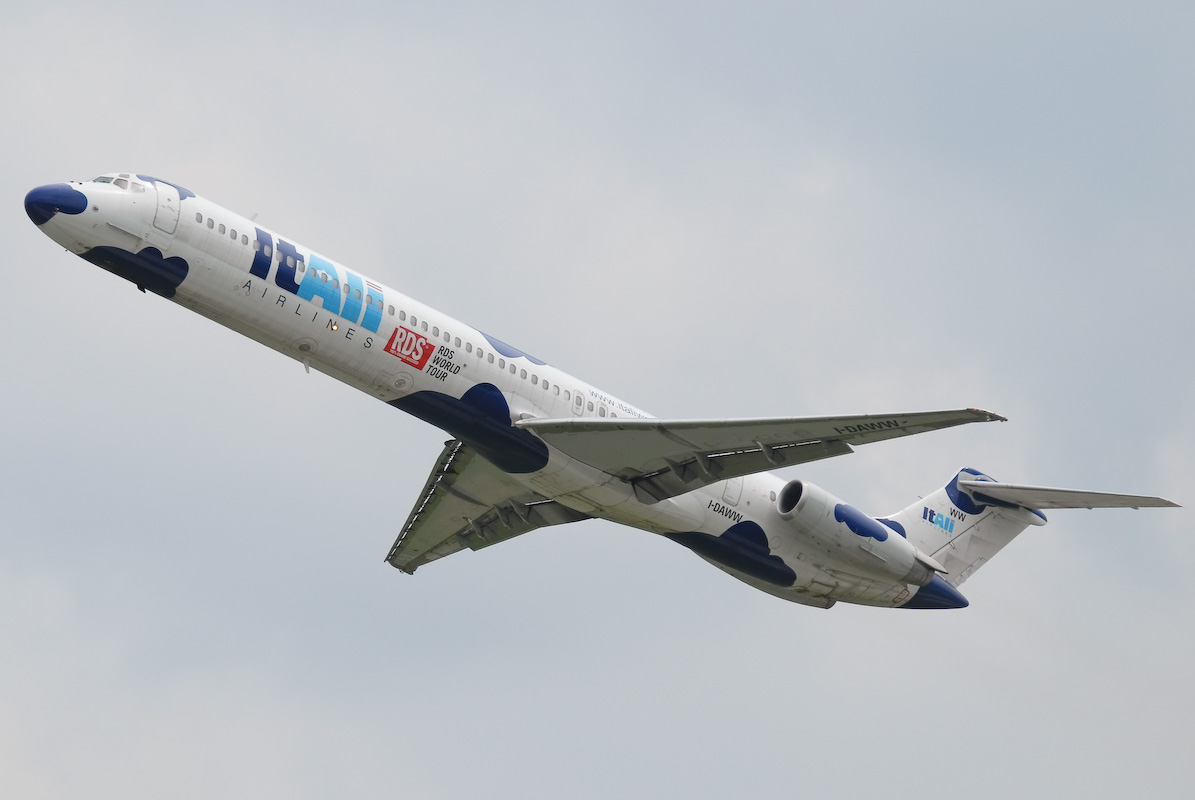
Um McDonnell Douglas MD-82 da ItAli Airlines em 2007

A frota da ItAli Airlines consistia nas seguintes aeronaves no momento do fechamento:
| Aeronaves                       | Total | Periodo de operação | Notas |
| ------------------------------- | ----- | ------------------- | ----- |
| Airbus A320-200                 | 1     | 2006-2007           |       |
| Cessna Citation Mustang         | 1     | 2009-2011           |       |
| Fairchild Dornier 328JET        | 2     | 2004-2011           |       |
| McDonnell Douglas MD-82         | 5     | 2005-2011           |       |
| Fairchild Swearingen Metroliner | 2     | 2003-2011           |       |

A ItAli Airlines fez um pedido de 10 aeronaves Sukhoi Superjet 100-95, que deveriam estar em serviço em meados de 2010. Este pedido também incluiu 10 opções. No entanto, em janeiro de 2011, o pedido firme da ItAli foi retirado da carteira de pedidos da Superjet International.